# Stenocereus eruca
Stenocereus eruca ist eine Pflanzenart aus der Gattung Stenocereus in der Familie der Kakteengewächse (Cactaceae). Das Artepitheton eruca ist vielleicht die Latinisierung des spanischen Wortes oruga für ‚Raupe‘. Es verweist auf die raupenähnlichen Triebe der Art. Fremdsprachige Trivialnamen sind „Casa de Ratas“, „Cherinole“, „Chirinole“ und „Creeping Devil Cactus“.
Stenocereus eruca wurde von den Kakteengesellschaften der drei deutschsprachigen Länder Deutschland (DKG), Österreich (GÖK) und Schweiz (SKG) zum Kaktus des Jahres 2025 gewählt.

## Beschreibung
Stenocereus eruca wächst niederliegend und kriechend mit nur leicht aufwärts gerichteten Triebspitzen. Es werden häufig große Matten ausgebildet. Die graugrünen, stark bedornten Triebe sind 1 bis 4 Meter lang und weisen Durchmesser von 4 bis 8 Zentimeter auf. Häufig werden Adventivwurzeln ausgebildet. Es sind zehn bis zwölf Rippen vorhanden. Die vier bis sechs gräulichen, kräftigen Mitteldornen sind abgeflacht und dolchartig. Die ungleich langen zehn bis 17 Randdornen sind weißlich und etwas drehrund. Sie erreichen Längen von 10 bis 15 Millimeter.
Die lang röhrenförmigen bis stieltellerförmigen Blüten öffnen sich in der Nacht. Sie sind hell rosaweiß bis cremefarben und 10 bis 12 Zentimeter lang. Die kugelförmigen Früchte sind rot, tragen Dornen und erreichen Durchmesser von 3 bis 4 Zentimeter.

## Verbreitung, Systematik und Gefährdung
Stenocereus eruca ist auf der mexikanischen Halbinsel Niederkalifornien in der Ebene von Magdalena in Höhenlagen bis 20 m verbreitet.
Die Erstbeschreibung als Cereus eruca erfolgte 1889 durch Townshend Stith Brandegee. Arthur Charles Gibson und Karl E. Horak stellten die Art 1979 in die Gattung Stenocereus. Weitere nomenklatorische Synonyme sind Lemaireocereus eruca (K.Brandegee) Britton & Rose (1909), Machaerocereus eruca (K.Brandegee) Britton & Rose (1920) und Rathbunia eruca (K.Brandegee) P.V.Heath (1992).
In der Roten Liste gefährdeter Arten der IUCN wird die Art als „Least Concern (LC)“, d. h. als nicht gefährdet geführt.

## Nachweise

## Weiterführende Literatur
- Ricardo Clark-Tapia, Cecilia Alfonso-Corrado, Luis E. Eguiarte, Francisco Molina-Freaner: Clonal diversity and distribution in Stenocereus eruca (Cactaceae), a narrow endemic cactus of the Sonoran Desert. In: American Journal of Botany. Band 92, Nummer 2, 2005, S. 272–278, (online)
- Ricardo Clark-Tapia, Cecilia Alfonso Corrado, María C. Mandujano, Francisco Molina-Freaner: Reproductive Consequences of Clonal Growth in Stenocereus eruca, a Rare Clonal Cactus of the Sonoran Desert. In: Evolutionary Ecology. Band 20, Nummer 2, 2006, S. 131–142, doi:10.1007/s10682-005-5379-x